# Wester Quarff

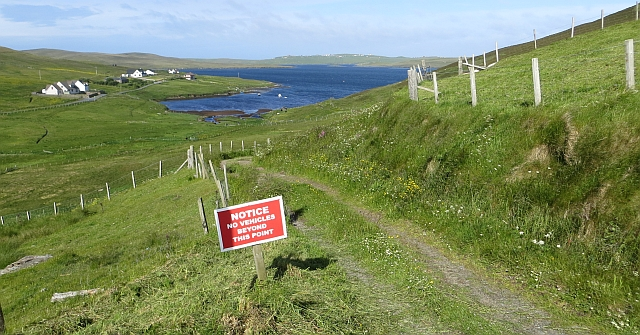
An der Bucht in Wester Quarff

Wester Quarff ist eine Ortschaft, die in Schottland im Süden der Shetlandinseln liegt.

## Geographie
Wester Quarff ist der westliche, kleinere Teil des Dorfes Quarff. Der andere ist Easter Quarff, etwa anderthalb Kilometer im Osten. Nach Lerwick ist es elf Kilometer im Nordosten.
Wester Quarff liegt im Süden von Mainland, in der Nähe der westlichen Küste an einer Bucht, die West Voe of Quarff heißt.

## Historisches
Im Rahmen der historischen Gliederung Schottlands in Civil Parishes zählt Easter Quarff zu Lerwick.